# Ameriški prirodoslovni muzej
Ameriški prirodoslovni muzej (angleško 'American Museum of Natural History', kratica AMNH) je eden največjih in najbolj znanih prirodoslovnih muzejev na svetu. Nahaja se na Manhattnu v New Yorku, v neposredni bližini Centralnega parka. Muzejski prostori so v 25 medsebojno povezanin zgradbah, kjer je na ogled 46 stalnih razstav, poleg njih pa delujejo v sklopu muzeja še raziskovalni laboratoriji in muzejska knjižnica. V njem je stalno zaposlenih okrog 225 raziskovalcev, v različnih zbirkah pa ima več kot 32 milijonov predmetov in primerkov organizmov. Nove eksponate pridobiva predvsem z rednim prirejanjem odprav v različne dele sveta.
Ustanovljen je bil leta 1869, leta 1877 pa se je preselil v novozgrajeno zgradbo, ki jo danes povsem obkroža preostanek muzejskega kompleksa. Tri leta kasneje je bila ustanovljena muzejska knjižnica, ki hrani eno največjih zbirk naravoslovnega gradiva na svetu. Muzej ima letno okrog 4 milijone obiskovalcev in je peti najbolj obiskan muzej v Združenih državah Amerike.